# Andreas Musculus
Andreas Musculus, także Andreas Meusel (ur. 29 listopada 1514 w Schneeberg (Saksonia); zm. 29 września 1581 we Frankfurcie nad Odrą) – niemiecki teolog i reformator, uczony, profesor Uniwersytetu Viadrina we Frankfurcie nad Odrą.
Na Uniwersytecie w Lipsku uzyskał tytuł bakałarza (baccalaureus), zaś w Wittenberdze – tytuł magistra. W 1541, z polecenia swojego szwagra Johannesa Agricoli (1494-1566), trafił na Uniwersytet Viadrina we Frankfurcie nad Odrą, gdzie wykładał teologię ewangelicką.
Reprezentował Elektorat Brandenburgii podczas prac nad Formułą zgody.